# Hadigere, Chintamani
Hadigere là một làng thuộc tehsil Chintamani, huyện Kolar, bang Karnataka, Ấn Độ.